# Generic Mapping Tools
Die Generic Mapping Tools (GMT) sind eine Sammlung freier Software, zur Erstellung von geologischen oder geographischen Karten und Diagrammen.

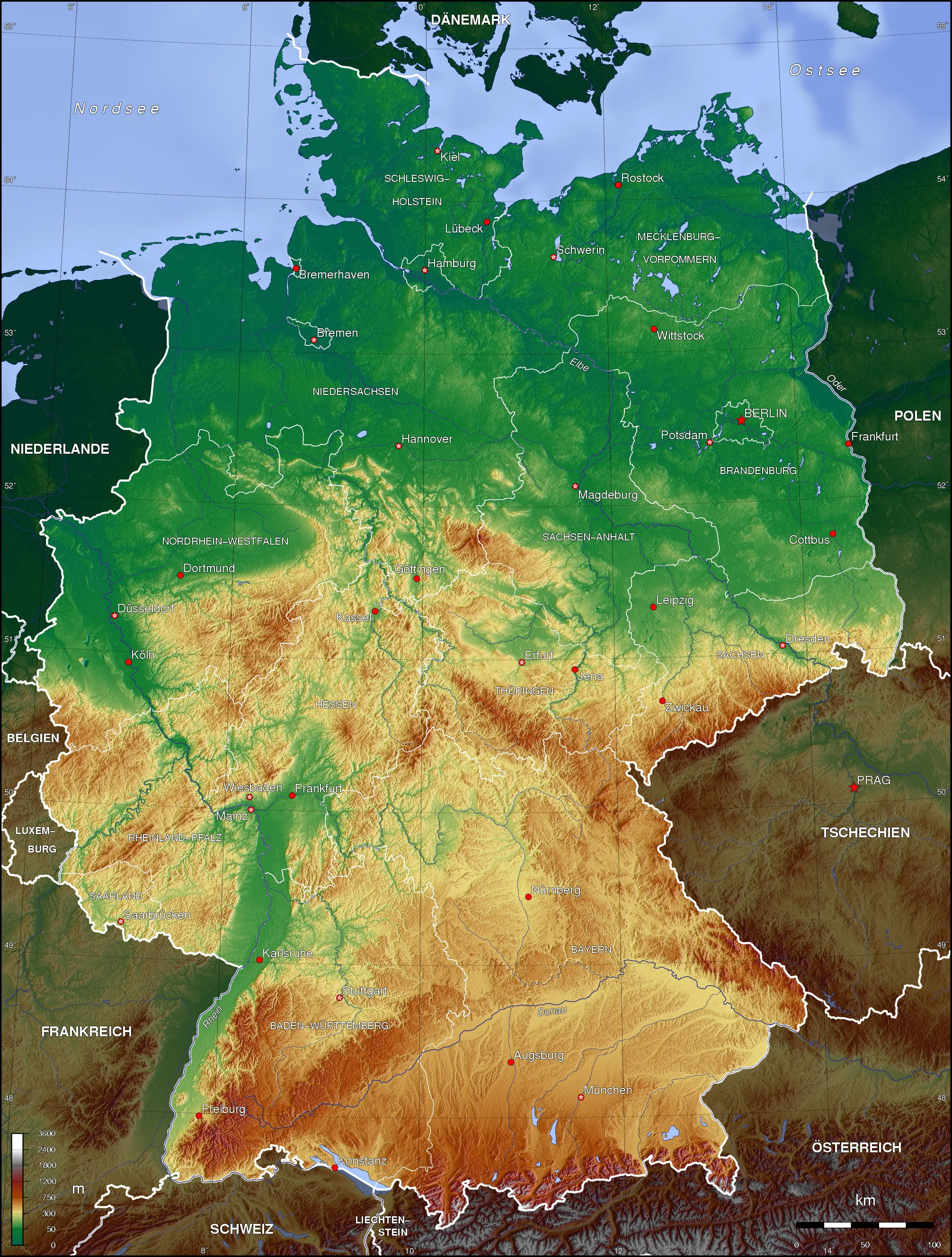
Topografische Karte (Deutschland 2006), erstellt mit GMT

GMT stellt Werkzeuge bereit, um x,y- und x,y,z-Datensätze zu bearbeiten – z. B. durch Rastern, Filtern oder verschiedene Arten der Kartenprojektion. Eine umfangreiche Sammlung von frei verwendbaren GIS-Daten wird mitgeliefert, welche Küstenlinien, Flüsse, politische Grenzlinien und die Koordinaten von anderen geographischen Objekten enthält. Weitere Daten (Satellitenbilder, Digitale Geländemodelle etc.) können aus anderen Quellen konvertiert und importiert werden. Die entstehenden Karten und Diagramme werden im Encapsulated-PostScript-Format (EPS) ausgegeben.
Das System ist für die Verwendung von der Kommandozeile aus optimiert, um die automatische Stapelverarbeitung zu ermöglichen. Mehr oder weniger umfangreiche grafische Benutzeroberflächen für veraltete Versionen werden von Dritten angeboten wie z. B. die Interactive Mapping of Geoscientific Datasets (iGMT).
Ebenso gibt es Webanwendungen, durch welche die Funktionalität des Systems online verfügbar gemacht werden kann.